# ادونت (ویرجینیای غربی)
ادونت (به انگلیسی: Advent) یک منطقهٔ مسکونی در ایالات متحده آمریکا است که در شهرستان جکسون، ویرجینیای غربی قرار دارد.